# Detroit Lakes
Detroit Lakes é uma cidade localizada no estado americano de Minnesota, no Condado de Becker.

## Demografia
Segundo o censo americano de 2000, a sua população era de 7348 habitantes.
Em 2006, foi estimada uma população de 8039, um aumento de 691 (9.4%).

## Geografia
De acordo com o United States Census Bureau tem uma área de
31,9 km², dos quais 19,4 km² cobertos por terra e 12,5 km² cobertos por água.

## Localidades na vizinhança
O diagrama seguinte representa as localidades num raio de 24 km ao redor de Detroit Lakes.